# Mario Villarroel Lander

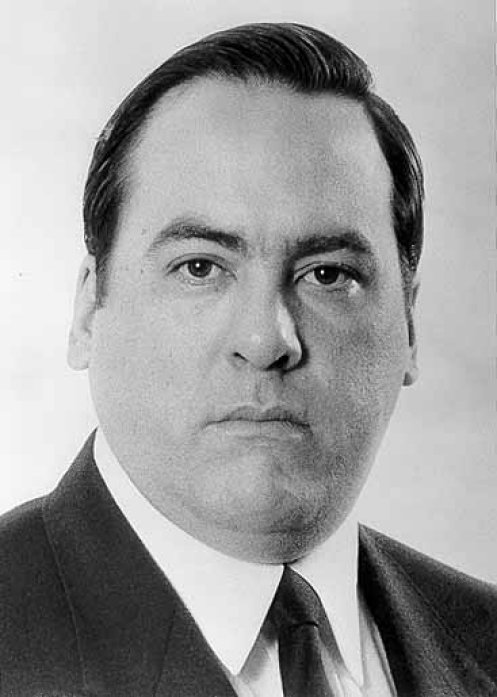
Mario Villarroel Lander

Mario Enrique Villarroel Lander (* 21. September 1947 in Caracas) ist ein venezolanischer Jurist.
Nach einem Studium der Rechtswissenschaften an der Universidad Central de Venezuela promovierte er zum LL.D. in Kriminologie. Er ist seit gegenwärtig Professor für Strafrecht an der Universidad Santa María in Caracas und seit 1978 Präsident der nationalen Rotkreuz-Gesellschaft seines Heimatlandes. Im Jahr 1987 übernahm er vom Spanier Enrique de la Mata Gorostizaga das Amt des Präsidenten der Liga der Rotkreuz- und Rothalbmond-Gesellschaften, die während seiner Amtszeit im November 1991 umbenannt wurde in Internationale Föderation der Rotkreuz- und Rothalbmond-Gesellschaften. Seine Nachfolgerin wurde 1997 Astrid N. Heiberg aus Norwegen. Darüber hinaus wirkte er in den Jahren 1992/1993 als Präsident des Henry-Dunant-Instituts in Genf.
Er ist seit 1969 verheiratet und Vater von drei Söhnen und einer Tochter.